# Kauniki
Kauniki is een bestuurslaag in het regentschap Kupang van de provincie Oost-Nusa Tenggara, Indonesië. Kauniki telt 2376 inwoners (volkstelling 2010).